# Christian Sehested
Christian Christophersen Sehested (skrev sig även Sehestedt), född den 22 februari 1666, död den 19 juli 1740, var en dansk statsman, av holsteinska adelssläkten Sehested.
Sehested avgick 1699 som utomordentligt sändebud till Stockholm och var 1700–1707 och ånyo från 1708 översekreterare i tyska kansliet, det vill säga utrikesminister (till 1721), samt dessutom geheimeråd och medlem av konseljen. Som sådan höll han fast vid förbundet med Ryssland mot Sverige och hade viktig andel i Slesvigs inkorporering 1721. Han var sedan stiftsamtman över Fyns stift, men användes därjämte i diplomatiska värv. Åren 1728–1731 var han sändebud i Paris och 1734–1735 i Stockholm, där han slöt alliansen 5 oktober 1734.